# Leandro Cuzzolino
Leandro Esteban Cuzzolino (Buenos Aires, 21 maggio 1987) è un giocatore di calcio a 5 argentino.
Con la Nazionale argentina è stato campione del mondo nel 2016 e campione sudamericano nel 2022.

## Biografia
Nato e cresciuto in Argentina da genitori nativi di Corigliano Calabro, nell'estate del 2012 si è sposato con Silvia, una ragazza di Pescara.

## Carriera
Dalla stagione 2022-23 gioca nell'L84, squadra con sede a Volpiano e che milita in Serie A, massima serie del campionato italiano di calcio a 5. 

## Palmarès

### Club

#### Competizioni nazionali
- Campionato italiano: 3

Montesilvano: 2009-10
Italservice: 2020-21, 2021-22
- Coppa Italia: 7

Arzignano: 2008-09
A&S: 2013-14, 2018-19
Pescara: 2015-16, 2016-17
Italservice: 2020-21, 2021-22
- Supercoppa italiana: 5

A&S: 2014, 2018
Pescara: 2015, 2016
Italservice: 2021
- Coppa della Divisione: 1

L84: 2022-23

#### Competizioni internazionali
- Coppa UEFA: 1

Montesilvano: 2010-11

### Nazionale
- Campionato mondiale: 1
Colombia 2016
- Coppa America: 1
Paraguay 2022